# Bătălia de la New Orleans
Bătălia de la New Orleans, din cauza mijloacelor lente de comunicație din acea epocă, vestea semnării păcii de la Gent, a ajuns în SUA abia după două săptămâni, iar bătălia de la New Orleans s-a dat după semnarea tratatului, dar înainte de ratificarea lui.  Bătălia a avut loc la 8 ianuarie 1815 la câțiva kilometri de orașul New Orleans, ea s-a dat între trupele americane conduse de generalul Jackson și cele britanice care cu toate că erau mai numeroase după al treilea asalt au fost înfrânte, conducătorul trupelor engleze Pakenham fiind rănit mortal.